# Артёменко, Иван Иванович
Ива́н Ива́нович Артёменко (15 сентября 1924, Гавриловка — 24 апреля 1989, Киев) — советский археолог, доктор исторических наук, профессор, член-корреспондент АН УССР, директор Института археологии АН УССР (1973—1986), заведующий отделом первобытной археологии и член Совета Института археологии АН УССР, член бюро Отделения истории, философии и права АН УССР, специалист по археологии средней бронзы.

## Биография
Родился 15 сентября 1924 года в селе Гавриловка.
В 1948 году окончил исторический факультет Днепропетровского государственного университета. Работал в Днепропетровском историческом музее на должности научного сотрудника, а в 1951—1955 годах — заместителем директора по научной части. Принимал участие в экспедициях музея Института археологии АН УССР.
В 1955 году поступил в аспирантуру Института археологии АН УССР, кандидатскую диссертацию защитил в 1958 году. В этом же институте он работал на должности младшего научного сотрудника в 1958—1970 годах, позднее в 1970—1972 годах — старшим научным сотрудником, а в 1972—1973 годах — заведующим сектором охранных археологических исследований на новостройках.
В 1973—1986 годах возглавлял Институт археологии АН УССР, а позднее отдел энеолита и бронзового века этого же института.
Жил в Киеве по улице Лейпцигской, 14.

## Научная деятельность
В 1977 году защитил докторскую диссертацию «Среднее и Верхнее Поднепровье в конце энеолита и в эпоху бронзы (середина III — начало I тысячелетия до н. э.)».
Являлся редактором ряда коллективных изданий, в том числе и «История Украинской ССР», за что и получил в 1980 году Государственную премию УССР в области науки и техники.
В 1970—1980-е годы был ответственным редактором ежеквартального издания «Археология».
Работал в Комитете по присуждению Государственных премий в области науки и техники при Совете Министров УССР. Автор более 150 научных публикаций.
Проводил большую научно-организационную работу как Председатель учёного совета Института археологии АН УССР и член бюро Отдела истории, философии и права АН УССР.

## Основные труды
- Среднеднепровская культура // Советская археология. — 1963. — № 2. — С. 12—37.
- Верхнее Поднепровье в эпоху позднего неолита и бронзы // Краткие сообщения Института археологии. — М.: Наука, 1964. — Вып. 101. — С. 9—18.
- Племена Верхнего и Среднего Поднепровья в эпоху бронзы. — М.: Наука, 1967. — 134 с. — (Материалы исследования по археологии СССР. — № 148).
- Археологические исследования в Украинской ССР // Советская археология. — 1977. — № 4. — С. 12—29.
- Основні підсумки і завдання археологічних досліджень в Українській PCP (укр.) // Археологія. — Київ: Наукова думка, 1978. — Вип. 26. — С. 3—20. Архивировано 4 октября 2024 года.
- Археологічні дослідження в УРСР у десятій п'ятирічці (укр.) // Український історичний журнал. — 1981. — № 6. — С. 38—44. Архивировано 4 октября 2024 года.
- Підсумки і перспективи розвитку археологічної науки на Україні (укр.) // Археологія. — Київ: Наукова думка, 1982. — Вип. 40. — С. 3—15. Архивировано 4 октября 2024 года.